# الخروف (قرية)

تعديل مصدري - تعديل

الخروف هي إحدى قرى مديرية ماوية بمحافظة تعز اليمنية، بلغ تعداد سكانها 
829 نسمة حسب التعداد السكاني في اليمن في 2004.